# 韋爾瑟河
52°2′4.7″N 7°40′57.9″E / 52.034639°N 7.682750°E

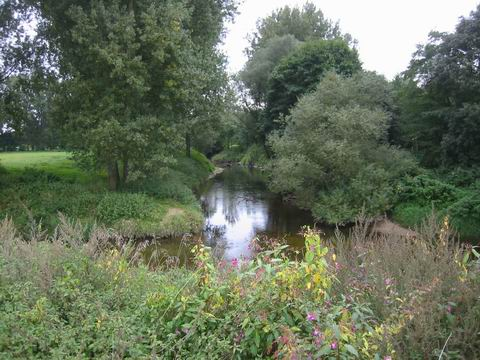

韋爾瑟河（德語：Werse），是德國的河流，位於該國西部，處於北萊茵-威斯特法倫州，屬於埃姆斯河的左支流，河道全長67公里，流域面積762平方公里，發源自貝庫姆。